# خانه ساوجبلاغی
خانه ساوجبلاغی مربوط به دوره پهلوی اول است و در تبریز، خیابان امام خمینی، ضلع شمالی مسجد کبود واقع شده و این اثر در تاریخ ۲۲ خرداد ۱۳۷۹ با شمارهٔ ثبت ۲۷۰۱ به‌عنوان یکی از آثار ملی ایران به ثبت رسیده است.
درگاه این خانهف که شکلی عقب نشسته دارد، به واسطه یک هشتی ما را به حیاط می‌رساند. این بنا، از دو طبقه تشکیل شده که در جبهه شمالی و غربی ساماندهی شده‌اند. در مرکز بخش شمالی بنا، طنبی قرار گرفته که دارای پنجره‌های ارسی می‌باشد. ایوان طنبی، دارای دو ستون گچبری، و بالای ایوان، که شکل سنتوری دارد دارای تزیینات آجری و گچی است.
یک ساعت با طرح شیر و خورشید نیز در مرکز آن قرار گرفته است.
زیرزمین این بخش، از فضاهای سردابه‌ای با پوشش طاقی تشکیل یافته و جبهه غربی بنا، دارای چندین اتاق تودرتو در طبقه همکف و پوشش طاقی در زیرزمین است. نماهای جانبی تزیینات آجری دارد. این خانه اکنون مسکونی است.